# 正源镇
正源镇，是中华人民共和国四川省南充市蓬安县下辖的一个乡镇级行政单位。

## 行政区划
正源镇下辖以下地区：
正源社区、望江村、金刚村、石牛村、前进村、三墩村、黄梁村、安坪村、深沟村、古峰村、红豆村、铜鼓村、平梁村和金线村。